# Arven (film fra 1996)
 For alternative betydninger, se Arven (flertydig). (Se også artikler, som begynder med Arven)
Arven er en dansk kortfilm fra 1996 instrueret af Frank Axelsen efter eget manuskript.

## Handling
En ung mand arver et gods af sin ukendte, afdøde onkel. Fra nu af er det helt sikkert, at han har været alene for sidste gang...